# 森田優子
森田 優子（もりた ゆうこ、1975年5月22日 - ）は日本の漫画家、弁護士、予備二等陸尉、立体写真家。第二東京弁護士会所属。

## 略歴
東京都荒川区町屋で書道家の家庭に生まれる。幼い頃から漫画を描いており、本来は美大志望だったが、高校受験に際して「絵だけ描けても良い漫画家にはなれないのでは」と疑問を抱く。その頃、弁護士資格を持つ作家和久峻三の本を読み、「漫画のために弁護士になろう」と考えて法政大学法学部に進学。旧司法試験を受験したが、論文で失敗。2006年、法政大学法科大学院修了。新制度下2度目の受験で新司法試験に合格。2008年に弁護士登録。即独立して、2009年、東京都荒川区に赤ネコ法律事務所を開く。事務所名は手塚治虫『鉄腕アトム』第5話「赤いネコ」に由来する。この間、新司法試験合格前に予備自衛官を経験。
「漫画の仕事と弁護士の仕事との割合は月によってバラバラで、平均すれば7：3くらい」と語る。また「マンガが本業、とは書いてますけど」「収入はまだまだＢ（弁護士業）の方がマシです」とも2011年に発言している。

## 著書
- 『Constitution Girls 日本国憲法』（PHP研究所、2011年）
- 『法律擬人化！ 赤ネコ式六法全書』（マイナビ、2011年）赤ネコ法律事務所名義
- 『司法修習QUEST~弁護士になるまでに』（新書館、2012年）赤ネコ法律事務所名義